# Iura novit curia
Iura novit curia (lat., česky „soud zná právo“) je právní zásada, známá už z římského práva, která znamená, že soud neprovádí dokazování v otázkách právních, ale pouze skutkových. Soud je povolán k tomu, aby právo vykládal, a proto musí při svém rozhodování vždy věc právně zhodnotit sám.
V českém právu se daná zásada projevuje v ustanovení § 121 občanského soudního řádu: „Není třeba dokazovat … právní předpisy uveřejněné nebo oznámené ve Sbírce zákonů České republiky.“ Ačkoli text zákona mluví jen o právních předpisech publikovaných ve Sbírce zákonů (tedy ústavních zákonech, zákonech, zákonných opatřeních Senátu, nařízeních vlády a vyhláškách), nedokazují se ani uveřejněné vyhlášky nebo nařízení obcí a krajů, stejně jako předpisy zveřejňované v Úředním věstníku EU. Podle judikatury se kromě českého právního řádu nedokazuje ani cizozemské právo.